# Gare de Dole-La Bedugue
Gare de Dole-La Bedugue vasútállomás Franciaországban, Dole településen.

## Vasútvonalak
Az állomást az alábbi vasútvonalak érintik:
- Dole-Ville-Poligny-vasútvonal

## Kapcsolódó állomások
A vasútállomáshoz az alábbi állomások vannak a legközelebb: